# Voice over Frame Relay
Voice over Frame Relay (VoFR) é um protocolo que permite transmitir voz (como no uso do telefone) em redes de computadores do tipo Frame Relay que utiliza normalmente sistemas de Voice Over Frame Relay Access Device (VFRAD ou VoFRAD) para a sua distribuição.
Existem vários tipos de VFRAD, como os RAD MAXcess um gestor integrado de banda, que faz a integração de voz na rede de dados conectando o router (ou usando o router integrado em alguns modelos MAXcess), ou o controlador SNA e o PBX em cada área de redes corporativas com base em Frame Relay.
Muitos, dos VFRADs como os RAD MAXcess, empregam técnicas sofisticadas para superar as limitações do transporte de voz através da rede Frame Relay, sem a necessidade de acrescentar largura de banda adicional e sem sobrecarregar o sistema.
Em 1998, o Frame Relay Forum finalizou a especificação do VoFR com dois protocolos: o FRF.11, que define o formato do frame e o FRF.12, que realiza a fragmentação dos pacotes na transmissão e reagrupa-os na recepção.